# اسکی سوپر ترکیبی

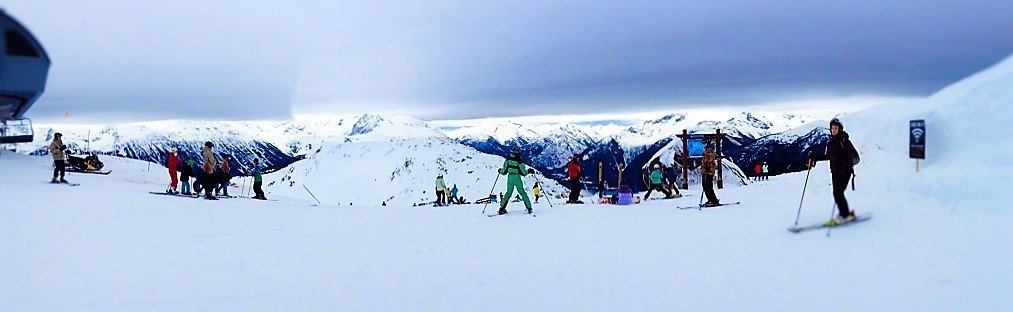
اسکی سوپر ترکیبی

اسکی سوپر ترکیبی یکی از رشته‌های اسکی آلپاین است. در این رشته اسکی‌باز ابتدا یک مسیر اسکی سرعت و سپس یک مسیر مارپیچ کوچک را می‌پیماید و هر کس که مجموع زمانش کم تر باشد برنده است.